# 島松本町
島松本町（しままつほんまち）は北海道恵庭市の地名。郵便番号は061-1353。人口は2,211人、世帯数は1,096世帯。

## 地理
島松本町はJR千歳線の西側、島松市街地の北に位置している。北海道道369号島松停車場線、19号線、島松大通があり、中恵庭通が島松本町を通っている。

## 歴史

### 沿革
- 1962年（昭和37年）4月4日 - 島松町の一部から島松本町に町名変更[4][5]。
- 1965年（昭和40年）- 島松町の一部、字下島松の一部を編入[4]。
- 1966年（昭和41年）- 島松町の一部を編入[4]。
- 1978年（昭和53年）- 字下島松の一部を編入[4]。
- 2000年（平成12年）10月2日 - 島松本町1 - 4丁目に住居表示変更[6]。

### 町名の変遷
町名の変遷は以下の通り。
| 実施内容 | 実施年月日   | 実施前 | 実施後   |
| -------- | ------------ | ------ | -------- |
| 町名変更 | 1962年4月4日 | 島松町 | 島松本町 |

## 人口と世帯数
2023年9月30日現在の人口と世帯数は以下の通り。
| 町・丁        | 人口    | 世帯      |
| ------------- | ------- | --------- |
| 島松本町1丁目 | 469人   | 233世帯   |
| 島松本町2丁目 | 547人   | 280世帯   |
| 島松本町3丁目 | 699人   | 353世帯   |
| 島松本町4丁目 | 496人   | 230世帯   |
| 計            | 2,211人 | 1,096世帯 |

### 人口の変遷
国勢調査による人口数の推移。
| 1995年（平成7年）  | 2,209人 | [ 7 ]  |  |
| 2000年（平成12年） | 2,275人 | [ 8 ]  |  |
| 2005年（平成17年） | 2,263人 | [ 9 ]  |  |
| 2010年（平成22年） | 2,423人 | [ 10 ] |  |
| 2015年（平成27年） | 2,327人 | [ 11 ] |  |
| 2020年（令和2年）  | 2,250人 | [ 12 ] |  |

### 世帯数の変遷
国勢調査による世帯数の推移。
| 1995年（平成7年）  | 755世帯 | [ 7 ]  |  |
| 2000年（平成12年） | 791世帯 | [ 8 ]  |  |
| 2005年（平成17年） | 847世帯 | [ 9 ]  |  |
| 2010年（平成22年） | 923世帯 | [ 10 ] |  |
| 2015年（平成27年） | 908世帯 | [ 11 ] |  |
| 2020年（令和2年）  | 917世帯 | [ 12 ] |  |

## 小・中学校の通学区
小・中学校の通学区は以下の通り。
| 町・丁   | 街区 | 小学校             | 中学校             |
| -------- | ---- | ------------------ | ------------------ |
| 島松本町 | 全域 | 恵庭市立島松小学校 | 恵庭市立恵北中学校 |

## 交通

### 鉄道
- 最寄りはJR千歳線島松駅。

### バス
- えにわコミュニティバス（ecoバス）
  - 「JR島松駅」・「ラルズマート島松店」・「本町・旭町」・「島松公民館」・「島松本町2丁目」停留所がある[14]。

### 道路
- 一般道道
  - 北海道道369号島松停車場線[15]
- 都市計画道路
  - 3・3・106 島松大通[15]
  - 3・4・116 19号通[15]
  - 3・4・118 中恵庭通[15]

## 施設
文化
- 島松公民館（島松本町3丁目）

教育
- 島松いちい保育園（島松本町4丁目）

公園
- ときわ公園（島松本町2丁目）
- かつら公園（島松本町3丁目）

福祉医療
- 特別養護老人ホームふる里えにわ（島松本町4丁目）

宗教
- 島松神社（島松本町4丁目）

行政
- 北海道信用金庫 島松支店（島松本町1丁目）
- 千歳警察署 島松駐在所（島松本町1丁目）